# Buckinghamshire
Buckinghamshire (vyslovováno [ˈbʌkɪŋəmʃə] nebo [ˈbʌkɪŋəmʃɪə]) je ceremoniální a tradiční hrabství, rozkládající se na jihovýchodě Anglie. Zároveň se jedná o tzv. Unitary authority. Hlavním městem je Aylesbury a největším je Milton Keynes.
Hrabství sousedí s hrabstvími Greater London, Berkshire, Oxfordshire, Northamptonshire, Bedfordshire a Hertfordshire.

## Hospodářství
Níže je tabulka uvádějící strukturu hospodářství Buckinghamshiru. Hodnoty jsou v milionech liber šterlinků.
| Rok  | Přidané hodnoty | Zemědělství | Průmysl | Služby |
| ---- | --------------- | ----------- | ------- | ------ |
| 1995 | 6,008           | 60          | 1,746   | 4,201  |
| 2000 | 8,389           | 45          | 1,863   | 6,481  |
| 2003 | 9,171           | 50          | 1,793   | 7,328  |

## Administrativní členění
Území buckinghamshirského hrabství bývalo dříve rozděleno na pět částí – Aylesbury Vale, Chiltern, South Bucks, Wycombe a správní obvod Milton Keynes. Od roku 2020 se hrabství dělí na dva distrikty (oba unitary authority):
1. Buckinghamshire
2. Milton Keynes